# Gudźaratowie
Gudźaratowie – indoaryjska grupa etniczna z Indii, posługująca się językiem gudźarati. Liczebność populacji szacuje się na 59 milionów. Poza Indiami w większej ilości Gudźarati można spotkać w Pakistanie, Wielkiej Brytanii, USA, Kanadzie, oraz w takich krajach afrykańskich jak: Tanzania, Uganda i Kenia. 
Znani Gudźarati to: Mahatma Gandhi, Vallabhbhai Jhaverbhai Patel, Dhirubhai Ambani, Swami Dajananda Saraswati, Muhammad Ali Jinnah, Morarji Desai, Freddie Mercury, Sunita Williams, Jamsetji Tata, Narendra Modi i Vikram Sarabhai.